# Couloisy
Couloisy é uma comuna francesa na região administrativa de Altos da França, no departamento de Oise. Estende-se por uma área de 3,74 km². Em 2010 a comuna tinha 582 habitantes (densidade: 155,6 hab./km²).